# مارك بوست
مارك بوست (بالهولندية: Mark Post)‏ هو عالم أدوية وأستاذ جامعي هولندي، ولد في 20 يوليو 1957 في أمستردام في هولندا.